# Pholcus donensis
Pholcus donensis là một loài nhện trong họ Pholcidae. Loài này được phát hiện ở Nga.